# Vrbno pod Pradědem
Vrbno pod Pradědem är en stad i Tjeckien. Den ligger i den östra delen av landet, 210 km öster om huvudstaden Prag. Vrbno pod Pradědem ligger 528 meter över havet och antalet invånare är 6 072.
Terrängen runt Vrbno pod Pradědem är huvudsakligen kuperad. Vrbno pod Pradědem ligger nere i en dal. Runt Vrbno pod Pradědem är det ganska glesbefolkat, med 34 invånare per kvadratkilometer. Närmaste större samhälle är Bruntál, 15,8 km söder om Vrbno pod Pradědem. I omgivningarna runt Vrbno pod Pradědem växer i huvudsak blandskog.